# Дибуны (платформа)

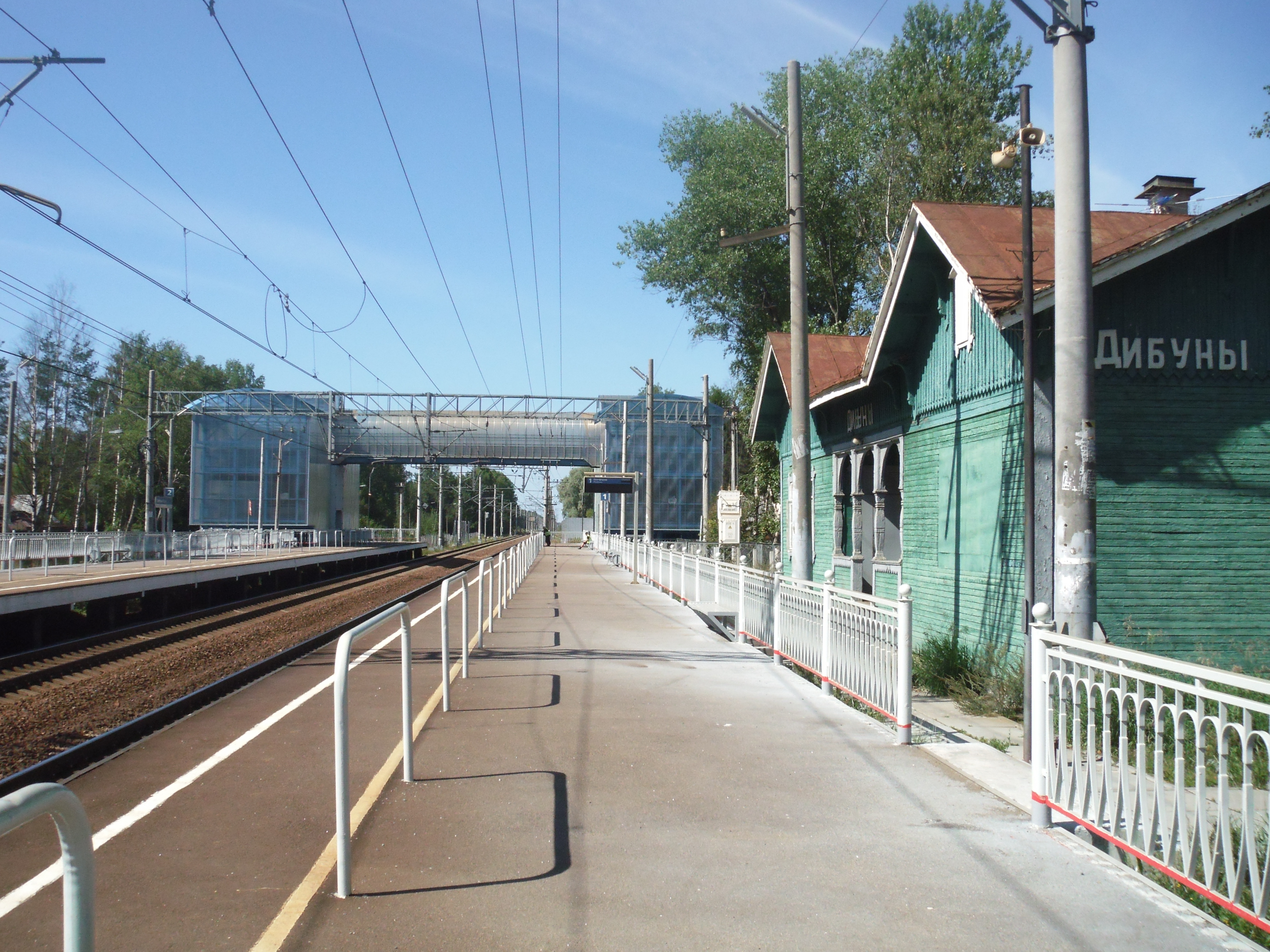
Платформа с пешеходным переходом

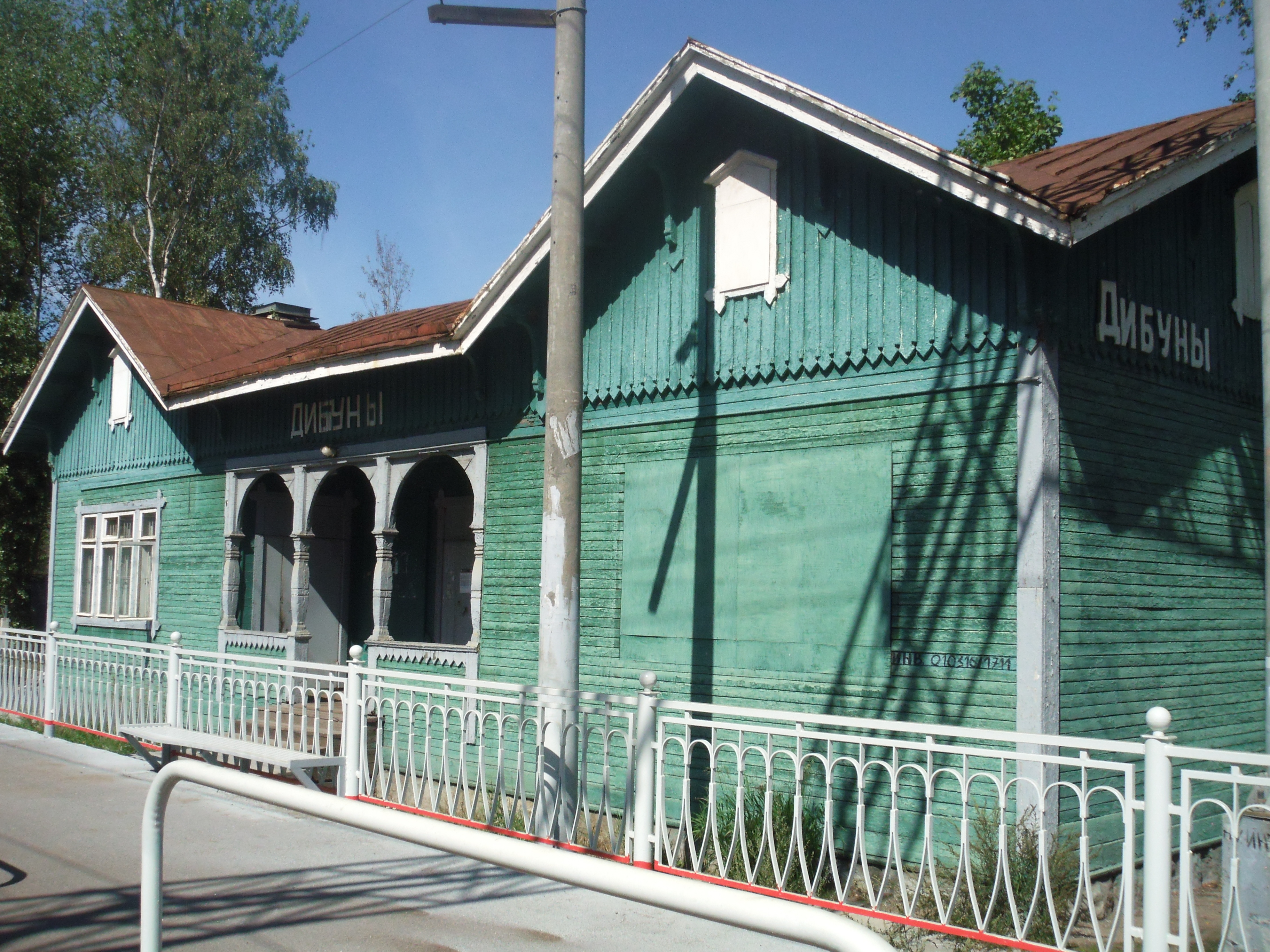
Историческое здание вокзала

Дибуны́ — остановочный пункт Октябрьской железной дороги на линии Санкт-Петербург — Выборг в пределах посёлка Песочный Курортного района Санкт-Петербурга. Расположена на двупутном перегоне Левашово — Белоостров между платформой Песочная и станцией Белоостров.
Имеет 2 платформы, деревянный вокзал дореволюционной постройки, рядом находится железнодорожный переезд. Электрифицирована в 1951 году в составе участка Ленинград — Зеленогорск. Реконструирована вместе с вокзалом под скоростное движение в 2008—2009 годах, построен пешеходный переход. Билетные кассы не работают. На платформе останавливаются все проходящие через неё пригородные электропоезда, кроме поездов повышенной комфортности.

## История
В начале XX века на землях, принадлежавших наследницам графа В. В. Левашова, появилось два полустанка — Дибуны и Графская. Скромное поначалу пассажирское и товарное движение на этом участке стремительно развивалось и к 1915 году достигло 9300 человек в месяц. Товарное движение обслуживало в основном кирпичный завод княгини М. В. Вяземской (урождённой Левашовой) — так, например, в 1913 году со станции на завод было отправлено 3709 гружёных вагонов. В районе Дибунов со стороны Песочного сохранились опоры моста через Чёрную речку и часть насыпи, по которым шёл путь к заводу.
Пассажирские платформы в Графской и в Дибунах были низкими, с гранитным краем и асфальтовым тротуаром, и имели длину 250 м. В Дибунах, где планировалась конечная остановка местных поездов, был построен сарай с отделением из двух пакгаузов на левой стороне путей и деревянный жилой дом для служащих на 6 семей. Также между двумя станциями предусматривался поворотный круг.
Деревянное здание вокзала было построено в 1902 году, изначально оно использовалось как техническое, доступным для пассажиров его сделали в 1903 году. В 1915 году предполагалось снести все станционные деревянные строения, построить каменный двухэтажный вокзал, а также два пакгауза для товарного движения, но эти планы были отложены из-за Первой мировой войны и отменены после Октябрьской революции, когда сократилось движение по Белоостровской линии. Таким образом, вокзал станции Дибуны стал единственным не перестроенным в камне вокзалом на финляндском направлении.
14 декабря 2016 года вокзал станции Дибуны был признан выявленным объектом культурного наследия. Инициатором присвоения статуса была интернет-газета «Канонер». 18 сентября 2018 года вышло Распоряжение КГИОП № 383-р о включении Железнодорожного вокзала станции Дибуны в Единый государственный реестр объектов культурного наследия (памятников истории и культуры) народов Российской Федерации в качестве объекта культурного наследия регионального значения.

## Транспорт
Рядом с платформой находится конечная остановка автобуса № 259 ( «Озерки» — платформа «Дибуны»). В нескольких сотнях метров находится Белоостровское шоссе, по которому проходят автобусные маршруты № 109Б, 315, 680.

## В литературе
Станция Дибуны упоминается в известном произведении Самуила Маршака «Вот какой рассеянный»:
— Что за станция такая:

Дибуны или Ямская? —

А с платформы говорят:

— Это город Ленинград.